# Železniční trať Bitola–Ochrid

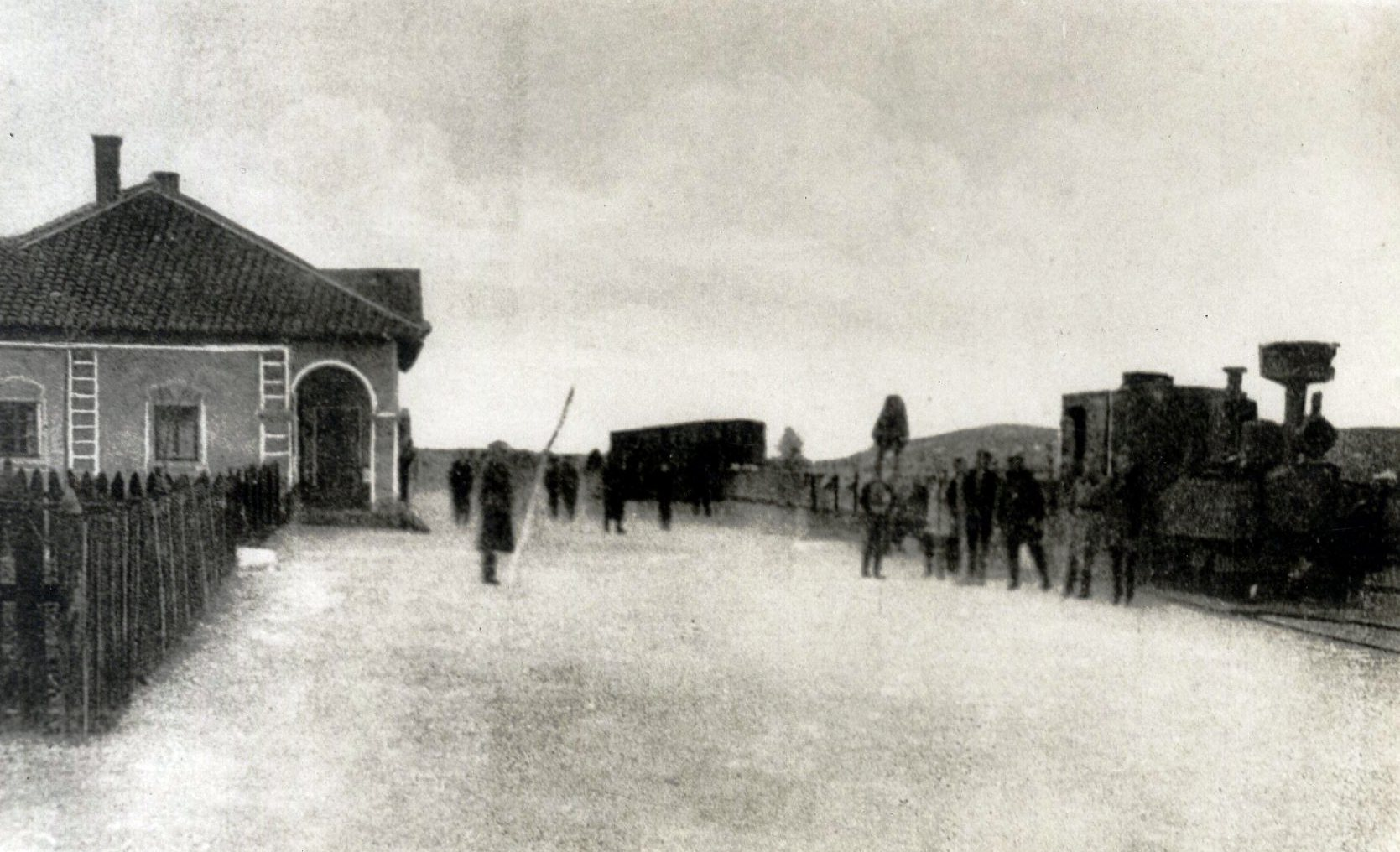
Nádraží úzkorozchodné železnice v Ochridu, zrušené v roce 1966.

Železniční trať Bitola–Ochrid (makedonsky Железничка пруга Битола–Охрид) je název pro nikdy nerealizovanou železniční trať, která se měla nacházet v jižní části Severní Makedonie. Měla zajistit spojení obou uvedených měst. 
Důvodem pro výstavbu této tratě byla především odlehlost regionu okolo Ochridského jezera od zbytku Severní Makedonie, ale i Království Jugoslávie. Výstavba trati byla zvažována po skončení první světové války. Ze strategického hlediska měla pomoci lépe hlídat hranici Jugoslávie s nedalekou Albánií, z ekonomického potom rozvíjet turistiku v regionu. Železniční spojení do Ochridu bylo realizováno úzkorozchodnou tratí přes Tetovo, kde však byla cestovní rychlost velmi nízká. Ekonomická situace země však byla v meziválečném období neutěšená a tak byla realizace této trati odkládána. Prioritní byla výstavba železnice do Prilepu a Bitoly. V roce 1936 jugoslávský premiér Milan Stojadinović oznámil, že trať z Bitoly vybudována bude. Zhoršující se bezpečnostní situace v Evropě a především výstavba dalších dopravních staveb v jiných částech tehdejší Jugoslávie však realizaci tratě, která měla umožnit mimo jiné i propojení na budoucí albánskou železniční síť, znemožnilo. Po druhé světové válce se již o výstavbě této trati nemluvilo.